# チャイボラ
特定非営利活動法人チャイボラ（とくていひえいりかつどうほうじんチャイボラ）は、東京都に本部を置く日本の特定非営利活動法人。国内で唯一、社会的養護施設の職員確保と定着のサポートを行っている。代表理事は、大山 遥（おおやま はるか）。

## 沿革
- 代表理事の大山がベネッセコーポレーション在職中、使わなくなった教材を施設に送ろうと知人の施設職員に尋ねて「欲しいのはモノじゃなくて人だよ」と断られた経験から、社会的養護の現場の深刻な人手不足の現状を知る。その後ベネッセコーポレーションを退職し、施設職員を目指し保育士の専門学校に入学[1]。
- 専門学校のクラスメイトとともに、任意団体チャイボラを設立。クラスメイトたちが施設に関心をもつものの施設と繋がることができず、別の道に進んで行く状況を目の当たりにし、施設に関心のある学生と施設をつなぐために施設の子どもたちと遊ぶイベントから活動を始めた。
- 2018年6月 NPO法人（特定非営利活動法人）を豊島区駒込にて設立。
- 2019年6月 「社会的養護総合情報サイトチャボナビ」をオープン。
- 2021年1月 「社会的養護施設職員専用の相談窓口」を設立。
- 2021年12月 活動範囲を全国に広げるためにクラウドファンディングで16,130,000円の寄付を集めて目標達成[2]。
- 2022年7月 厚生労働省による「令和4年度社会的養護魅力発信等事業に係る公募」に採択される[3]。
- 2023年11月 事務所を豊島区池袋に移転

## 活動内容
- 社会的養護総合情報サイト・チャボナビの運営[4]
- 設見学会・イベント企画運用サポート
- 大学・短大・専門学校への出張授業
- 施設職員向け相談窓口・研修の運営